# Augustyn Zaraza
Augustyn Zaraza (ur. 28 lipca 1879 w Bredynkach na Warmii, zm. 27 grudnia 1956 w Szczawnie-Zdroju) – ksiądz katolicki, jeden z pierwszych polskich pallotynów.
Ksiądz Augustyn Zaraza urodził się w 1879 w Bredynkach w diecezji warmińskiej. Do pallotynów wstąpił w roku 1899 w Masio we Włoszech.
Święcenia kapłańskie przyjął 17 czerwca 1905 w Rzymie.
Był misjonarzem w Montevideo w Urugwaju oraz w Brazylii. Dowiedziawszy się o założeniu placówki pallotynów w Polsce przybył do Wadowic.
Był prefektem i rektorem szkoły Collegium Marianum w Wadowicach, rektorem domu w Nakle nad Notecią, Sucharach, Chełmnie.
Podczas II wojny światowej pełnił tę posługę w Ołtarzewie.
Po wojnie był kapelanem sióstr pallotynek w Lidzbarku Warmińskim, Częstochowie i Sucharach. Ostatnie miesiące życia spędził w Wałbrzychu.
Zmarł w wieku 77 lat w Szczawnie-Zdroju. Został pochowany w Wadowicach na Kopcu.